# رندلت (یوتا)
رندلت (به انگلیسی: Randlett) یک منطقهٔ مسکونی در ایالات متحده آمریکا است که در شهرستان یینتا، یوتا واقع شده‌است. رندلت ۱۳٫۵ کیلومتر مربع مساحت و ۲۲۴ نفر جمعیت دارد و ۱٬۴۶۸ متر بالاتر از سطح دریا واقع شده‌است.